# Unione Calcio Sampdoria 1972-1973
Questa voce raccoglie le informazioni riguardanti l'Unione Calcio Sampdoria nelle competizioni ufficiali della stagione 1972-1973.

## Stagione
L'annata si rivelò molto sofferta per i blucerchiati che, guidati per il secondo e ultimo campionato dal paraguaiano Heriberto Herrera, raggiunsero la salvezza in Serie A solamente all'ultima giornata, grazie a un gol di Loris Boni che valse la vittoria 1-0 a Torino contro i granata; una rete decisiva per la differenza reti che premiò Samp e L.R. Vicenza, condannando invece l'Atalanta. Fu invece eliminazione al primo turno in Coppa Italia, estromessa da un girone che vedeva i doriani contrapposti a Inter, Catanzaro, Genoa e Lecco.

## Rosa
| N. |                   | Ruolo | Calciatore            |
| -- | ----------------- | ----- | --------------------- |
|    | Italia (bandiera) | P     | Massimo Cacciatori    |
|    | Italia (bandiera) | P     | Giorgio Pellizzaro    |
|    | Italia (bandiera) | P     | Enrico Pionetti       |
|    | Italia (bandiera) | D     | Domenico Arnuzzo      |
|    | Italia (bandiera) | D     | Piergiorgio Negrisolo |
|    | Italia (bandiera) | D     | Roberto Prini         |
|    | Italia (bandiera) | D     | Marco Rossinelli      |
|    | Italia (bandiera) | D     | Pietro Sabatini       |
|    | Italia (bandiera) | D     | Marcello Lippi        |
|    | Italia (bandiera) | D     | Giovanni Lodetti      |
|    | Italia (bandiera) | D     | Luigi Cappanera       |

| N. |                   | Ruolo | Calciatore      |
| -- | ----------------- | ----- | --------------- |
|    | Italia (bandiera) | C     | Loris Boni      |
|    | Italia (bandiera) | C     | Roberto Badiani |
|    | Italia (bandiera) | C     | Enrico Nicolini |
|    | Italia (bandiera) | C     | Sauro Petrini   |
|    | Italia (bandiera) | C     | Giancarlo Salvi |
|    | Italia (bandiera) | C     | Nello Santin    |
|    | Italia (bandiera) | C     | Paolo Tuttino   |
|    | Spagna (bandiera) | C     | Luis Suárez     |
|    | Italia (bandiera) | A     | Dino Spadetto   |
|    | Italia (bandiera) | A     | Silvano Villa   |

## Risultati

### Serie A

#### Girone di andata
| Arbitro: | Branzoni (Pavia) |

|  |           |               |
|  | Marcatori | 67’ Orlandini |

| Arbitro: | Gussoni (Varese) |

|                            |           |             |
| Spadoni 23’, 29’ Orazi 65’ | Marcatori | 84’ Petrini |

| Arbitro: | Angonese (Mestre) |

|  |           |           |
|  | Marcatori | 48’ Bedin |

| Palermo 29 ottobre 1972 4ª giornata | Palermo            | 0 – 0 | Sampdoria | Stadio La Favorita\| Arbitro: \| R. Lattanzi (Roma) \| |
| Arbitro:                            | R. Lattanzi (Roma) |       |           |                                                        |

| Genova 5 novembre 1972 5ª giornata | Sampdoria          | 0 – 0 | Atalanta | Stadio Luigi Ferraris (15958 spett.)\| Arbitro: \| Michelotti (Parma) \| |
| Arbitro:                           | Michelotti (Parma) |       |          |                                                                          |

| Arbitro: | Panzino (Catanzaro) |

|                   |           |                |
| Causio 62’ (rig.) | Marcatori | 69’ Rossinelli |

| Genova 19 novembre 1972 7ª giornata | Sampdoria       | 0 – 0 | Ternana | Stadio Luigi Ferraris (15716 spett.)\| Arbitro: \| Porcelli (Lodi) \| |
| Arbitro:                            | Porcelli (Lodi) |       |         |                                                                       |

| Vicenza 26 novembre 1972 8ª giornata | Lanerossi Vicenza    | 0 – 0 | Sampdoria | Stadio Romeo Menti\| Arbitro: \| Gialluisi (Barletta) \| |
| Arbitro:                             | Gialluisi (Barletta) |       |           |                                                          |

| Arbitro: | Trono (Torino) |

|                                       |           |           |
| Benetti 30’ Chiarugi 40’ Sogliano 69’ | Marcatori | 23’ Villa |

| Genova 10 dicembre 1972 10ª giornata | Sampdoria           | 0 – 0 | Lazio | Stadio Luigi Ferraris (28618 spett.)\| Arbitro: \| Lo Bello (Siracusa) \| |
| Arbitro:                             | Lo Bello (Siracusa) |       |       |                                                                           |

| Arbitro: | Monti (Ancona) |

|          |           |  |
| Gori 76’ | Marcatori |  |

| Arbitro: | Toselli (Cormons) |

|                        |           |            |
| Salvi 42’ Spadetto 45’ | Marcatori | 57’ Perani |

| Arbitro: | Menegali (Roma) |

|  |           |              |
|  | Marcatori | 50’ Mazzanti |

| Napoli 7 gennaio 1973 14ª giornata | Napoli           | 0 – 0 | Sampdoria | Stadio San Paolo\| Arbitro: \| Gussoni (Varese) \| |
| Arbitro:                           | Gussoni (Varese) |       |           |                                                    |

| Arbitro: | R. Lattanzi (Roma) |

|                         |           |         |
| Spadetto 4’ Badiani 66’ | Marcatori | 42’ Bui |

#### Girone di ritorno
| Arbitro: | Pieroni (Roma) |

|                  |           |  |
| Clerici 37’, 63’ | Marcatori |  |

| Genova 4 febbraio 1973 17ª giornata | Sampdoria        | 0 – 0 | Roma | Stadio Luigi Ferraris (21546 spett.)\| Arbitro: \| Gonella (Torino) \| |
| Arbitro:                            | Gonella (Torino) |       |      |                                                                        |

| Milano 11 febbraio 1973 18ª giornata | Inter             | 0 – 0 | Sampdoria | Stadio San Siro\| Arbitro: \| Toselli (Cormons) \| |
| Arbitro:                             | Toselli (Cormons) |       |           |                                                    |

| Genova 18 febbraio 1973 19ª giornata | Sampdoria           | 0 – 0 | Palermo | Stadio Luigi Ferraris (17199 spett.)\| Arbitro: \| Francescon (Padova) \| |
| Arbitro:                             | Francescon (Padova) |       |         |                                                                           |

| Arbitro: | R. Lattanzi (Roma) |

|  |           |                       |
|  | Marcatori | 24’ Salvi 69’ Petrini |

| Arbitro: | Lo Bello (Siracusa) |

|  |           |             |
|  | Marcatori | 49’ Capello |

| Arbitro: | Michelotti (Parma) |

|  |           |                |
|  | Marcatori | 42’, 48’ Salvi |

| Genova 25 marzo 1973 23ª giornata | Sampdoria      | 0 – 0 | Lanerossi Vicenza | Stadio Luigi Ferraris (18133 spett.)\| Arbitro: \| Pieroni (Roma) \| |
| Arbitro:                          | Pieroni (Roma) |       |                   |                                                                      |

| Arbitro: | Gonella (Torino) |

|           |           |                                       |
| Salvi 21’ | Marcatori | 6’ Rivera Bigon 26’, 68’ Biasiolo 48’ |

| Arbitro: | Angonese (Mestre) |

|              |           |  |
| F. Nanni 19’ | Marcatori |  |

| Arbitro: | Gussoni (Varese) |

|  |           |          |
|  | Marcatori | 71’ Riva |

| Arbitro: | Torelli (Milano) |

|             |           |              |
| Savoldi 77’ | Marcatori | 65’ G. Salvi |

| Arbitro: | Gonella (Torino) |

|                     |           |                    |
| Mascetti 78’ (rig.) | Marcatori | 29’ (rig.) Petrini |

| Arbitro: | Michelotti (Parma) |

|         |           |               |
| Boni 6’ | Marcatori | 67’ Ferradini |

| Arbitro: | R. Lattanzi (Roma) |

|  |           |          |
|  | Marcatori | 78’ Boni |

### Coppa Italia

#### Fase eliminatoria a gironi
| Arbitro: | Menegali (Roma) |

|                   |           |             |
| Suárez 18’ (rig.) | Marcatori | 43’ Mazzola |

| Genova 3 settembre 1973 3ª giornata | Genoa             | 0 – 0 | Sampdoria | Stadio Luigi Ferraris (28.000 spett.)\| Arbitro: \| Angonese (Mestre) \| |
| Arbitro:                            | Angonese (Mestre) |       |           |                                                                          |

| Arbitro: | Gialluisi (Barletta) |

|           |           |                        |
| Salvi 29’ | Marcatori | 60’ Bonfanti 75’ Rizzo |

| Arbitro: | Moretto (San Donà di Piave) |

|            |           |           |
| Marchi 45’ | Marcatori | 55’ Villa |

## Statistiche

### Statistiche di squadra
| Competizione | Punti | In casa | In casa | In casa | In casa | In casa | In casa | In trasferta | In trasferta | In trasferta | In trasferta | In trasferta | In trasferta | Totale | Totale | Totale | Totale | Totale | Totale | DR  |
| Competizione | Punti | G       | V       | N       | P       | Gf      | Gs      | G            | V            | N            | P            | Gf           | Gs           | G      | V      | N      | P      | Gf     | Gs     | DR  |
| ------------ | ----- | ------- | ------- | ------- | ------- | ------- | ------- | ------------ | ------------ | ------------ | ------------ | ------------ | ------------ | ------ | ------ | ------ | ------ | ------ | ------ | --- |
| Serie A      | 24    | 15      | 2       | 7       | 6       | 6       | 12      | 15           | 3            | 7            | 5            | 10           | 13           | 30     | 5      | 14     | 11     | 16     | 25     | -9  |
| Coppa Italia | 3     | 2       | 0       | 1       | 1       | 2       | 3       | 2            | 0            | 2            | 0            | 1            | 1            | 4      | 0      | 3      | 1      | 3      | 4      | -1  |
| Totale       | 27    | 17      | 2       | 8       | 7       | 8       | 15      | 17           | 3            | 9            | 5            | 11           | 14           | 34     | 5      | 17     | 12     | 19     | 29     | -10 |

### Statistiche dei giocatori
| Giocatore     | Serie A  | Serie A | Coppa Italia | Coppa Italia | Totale   | Totale |
| Giocatore     | Presenze | Reti    | Presenze     | Reti         | Presenze | Reti   |
| ------------- | -------- | ------- | ------------ | ------------ | -------- | ------ |
| M. Cacciatori | 26       | -19     | 0            | 0            | 26       | -19    |
| G. Pellizzaro | 4        | -6      | 4            | -4           | 8        | -10    |
| E. Pionetti   | 0        | 0       | -            | -            | 0        | 0      |
| D. Arnuzzo    | 4        | 0       | 1            | 0            | 5        | 0      |
| P. Negrisolo  | 24       | 0       | 4            | 0            | 28       | 0      |
| R. Prini      | 29       | 0       | 3            | 0            | 32       | 0      |
| M. Rossinelli | 30       | 1       | 3            | 0            | 33       | 1      |
| P. Sabatini   | 14       | 0       | 1            | 0            | 15       | 0      |
| M. Lippi      | 18       | 0       | 4            | 0            | 22       | 0      |
| G. Lodetti    | 30       | 0       | 4            | 0            | 34       | 0      |
| L. Cappanera  | 1        | 0       | -            | -            | 1        | 0      |
| L. Boni       | 29       | 2       | 4            | 0            | 33       | 2      |
| R. Badiani    | 27       | 1       | -            | -            | 27       | 1      |
| E. Nicolini   | -        | -       | -            | -            | -        | -      |
| S. Petrini    | 21       | 3       | 4            | 0            | 25       | 3      |
| G. Salvi      | 27       | 6       | 4            | 1            | 31       | 7      |
| N. Santin     | 30       | 0       | 4            | 0            | 34       | 0      |
| P. Tuttino    | 0        | 0       | 2            | 0            | 2        | 0      |
| D. Spadetto   | 10       | 2       | 1            | 0            | 11       | 2      |
| L. Suárez     | 8        | 0       | 3            | 1            | 11       | 1      |
| S. Villa      | 18       | 1       | 4            | 1            | 22       | 2      |